# Sweet & Gentle
『Sweet & Gentle』（スウィート アンド ジェントル）は、T-SQUAREの24枚目のアルバム。
1999年5月21日にリリースされた。

## 解説
スクェア24枚目のアルバム。
前作『GRAVITY』発売後キーボード担当の難波正司がスクェアから退団したため、サポートメンバーで参加の松本圭司がキーボードを担当。1999年7月、松本はスクェアの正式メンバーになる。
5曲目「SCRAMBLING」は1999年4月から2000年12月の間テレビ朝日系列で放送『スーパーJチャンネル』のテーマ曲として使われた他、2014年以降の『サンテレビボックス席』の途中の提供クレジット切り替え時にも使用されている。
この曲はその後「The Scramble」と曲名を変え、須藤のソロ活動や、本田雅人 With VOICE OF ELEMENTSなどでも演奏されている。
通常のCD-DA以外に、DSDマスタリングを採用した高音質のスーパーオーディオCDも同時発売。

## 収録曲
1. MAKE IT STONED - 安藤まさひろ作曲
2. DALI'S BOOGIE - 宮崎隆睦作曲
3. A DAY IN BLUE - 則竹裕之作曲
4. FROM TANJAVUR - 安藤まさひろ作曲
5. SCRAMBLING - 須藤満作曲
6. PARK AVE. SOUTH - 安藤まさひろ作曲
7. SCENE-000 - 須藤満・宮崎隆睦作曲
8. CAN YOU FEEL IT - 安藤まさひろ作曲
9. SWEET & GENTLE - 宮崎隆睦作曲

## 演奏
- 安藤まさひろ：Guitars
- 則竹裕之：Drums
- 須藤満：Bass
- 宮崎隆睦：Saxophone, EWI
- 松本圭司：Keyboards